# Alpine Elf Europa Cup
L'Alpine Elf Europa Cup ou Alpine Elf Cup Series est une série de courses de voitures de sport monotypes fondée en 2018 et mettant en vedette l'Alpine A110 Cup sur les circuits européens.

## Format
La série consiste en des événements organisés dans divers pays européens, qui comportent deux courses au cours d'un week-end. Chaque week-end, la série accueille deux courses de 25 minutes plus un tour, avec deux séances de qualification distinctes qui déterminent l'ordre de la grille. Les équipes peuvent engager un seul pilote pendant tout le week-end ou partager la voiture entre deux pilotes, l'un participant à la première séance de qualification et à la première course et l'autre à la seconde.
La série soutient plusieurs autres séries de courses selon la manche, notamment l'International GT Open, le Championnat de France FFSA GT et le GT World Chalenge Europe.  

## Règlementation
Chaque course se compose d'un peloton de voitures Alpine A110 Cup. L'A110 Cup est le seul modèle éligible dans la série et très peu de modifications de la voiture sont autorisées, de même que les moteurs Nissan MR18DDT 1,8 litre à quatre cylindres en ligne turbocompressés. La série comporte deux sous-catégories en plus du championnat général des conducteurs : Junior, pour les pilotes de moins de 25 ans et Gentlemen, qui est désignée par les responsables de la série mais généralement attribuée aux pilotes de plus de 45 ans. À la fin de la saison, le pilote Gentleman le mieux placé en termes de points reçoit un test officiel dans une Alpine A110 GT4 ainsi qu'un prix en espèces. Le pilote Junior le mieux placé reçoit un test officiel dans le prototype LMP2 Signatech-Alpine-Matmut.

## Champions
| Saison | Champion générale  | Champion Junior    | Champion Gentlemen  |
| ------ | ------------------ | ------------------ | ------------------- |
| 2018   | Pierre Sancinéna   | Jean-Baptiste Mela | Sylvain Noël        |
| 2019   | Gaël Castelli      | Mateo Herrero      | Mathieu Blaise      |
| 2020   | Jean-Baptiste Mela | Jean-Baptiste Mela | Phillippe Bourgois  |
| 2021   | Jean-Baptiste Mela | Ugo de Wilde       | Stéphane Auriacombe |
| 2022   | Lucas Frayssinet   | Lucas Frayssinet   | Anthony Fournier    |
| 2023   | Lorens Lecertua    | Lorens Lecertua    | Anthony Fournier    |
| 2024   | Charles Roussanne  | Charles Roussanne  | Frédéric de Brabant |
| 2025   |                    |                    |                     |

## Circuits
- Le Gras indique que le circuit est utilisé lors de la saison 2025.

| Numéro | Circuits                       | Participation | Années                       |
| ------ | ------------------------------ | ------------- | ---------------------------- |
| 1      | Circuit Paul Ricard            | 8             | (2018–2025)                  |
| 2      | Circuit Paul Armagnac          | 7             | (2019–2025)                  |
| 3      | Circuit de Barcelona-Catalunya | 6             | (2018–2019, 2021–2024)       |
| 3      | Circuit de Spa-Francorchamps   | 6             | (2018–2019, 2021, 2023–2025) |
| 4      | Circuit de Nevers Magny-Cours  | 5             | (2020–2023, 2025)            |
| 5      | Algarve International Circuit  | 3             | (2020–2021, 2024)            |
| 6      | Silverstone Circuit            | 2             | (2018–2019)                  |
| 6      | Circuit de Monza               | 2             | (2022, 2024)                 |
| 6      | Circuit de Dijon-Prenois       | 2             | (2018, 2023)                 |
| 6      | Circuit de Zandvoort           | 2             | (2022, 2025)                 |
| 10     | Mugello Circuit                | 1             | (2025)                       |
| 10     | Nürburgring                    | 1             | (2018)                       |
| 10     | Hockenheimring                 | 1             | (2019)                       |